# UTC+5:00

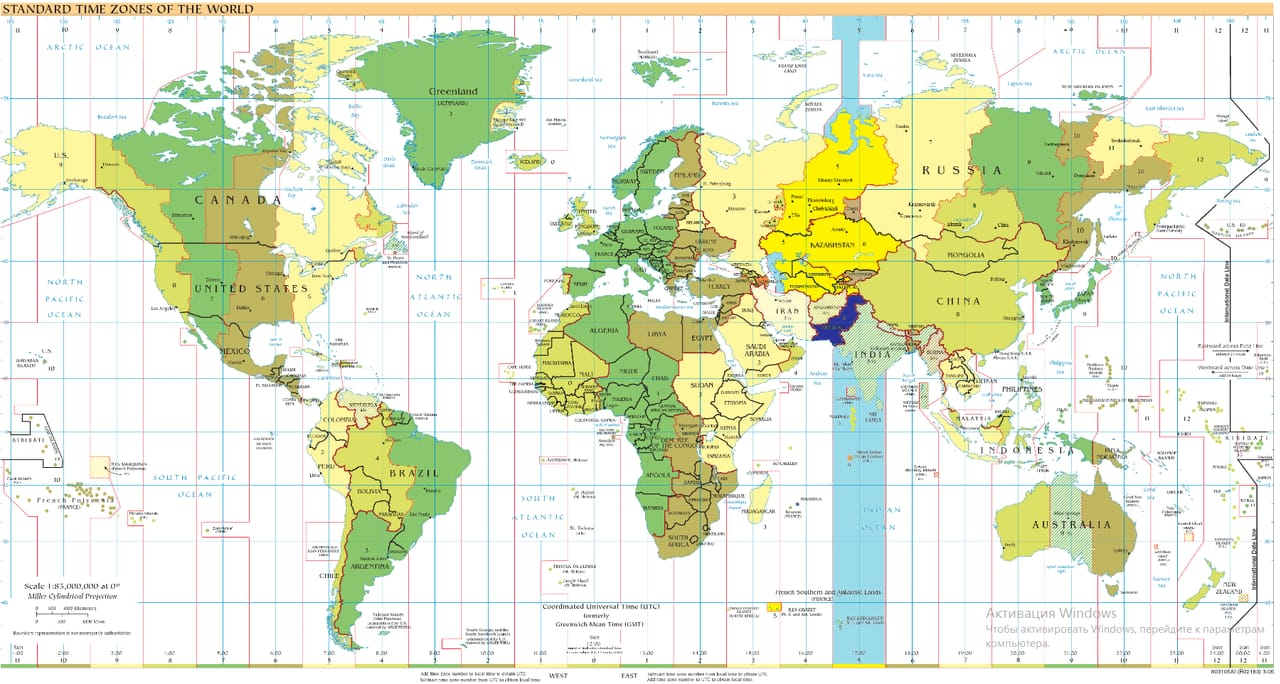
Часовой пояс UTC+5:
синим — пакистанское время зимой в зоне UTC+5 в ноябре-марте в Северном полушарии (летом — UTC+6) ;
ярко-жёлтым — круглогодичная зона UTC+5 (включая екатеринбургское время);
голубым — зона UTC+5 в океанах,
оранжевым — UTC+5 летом в апреле-октябре в Северном полушарии (зимой — UTC+4)

UTC+5 — часовой пояс, использующийся в следующих государствах и территориях:

## В течение всегогода
- Казахстан
- Узбекистан
- Туркменистан
- Таджикистан
- Пакистан
- Россия: (с 26 октября 2014, см. также Екатеринбургское время)
  -  Башкортостан
  -  Курганская область
  -  Пермский край
  -  Свердловская область
  -  Тюменская область
  -  Ханты-Мансийский автономный округ — Югра
  -  Ямало-Ненецкий автономный округ
  -  Челябинская область
  -  Оренбургская область
- Мальдивы
- Французские Южные и Антарктические территории ( Франция):
  - Острова Амстердам и Сен-Поль
  - Острова Крозе
  - Архипелаг Кергелен
- Херд и Макдональд (Австралия)

## Ранее
- Азербайджан (до 2016 года)
- Иран (до 1979 года)[1]
- Россия (до 28 марта 2010 года, только летом[2]):
  -  Самарская область до 26 октября 2014 года
  -  Удмуртия до 26 октября 2014 года